# El Potrero (Coclé)
El Potrero es un corregimiento del distrito de La Pintada en la provincia de Coclé, República de Panamá. La localidad tiene 3.165 habitantes (2010).

## Comunidades Representativasdel corregimiento del potrero

### 1. POTRELLANO
Potrellano es una comunidad rural del Corregimiento del Potrero , Distrito de la pintada, Provincia de Coclé, República de Panamá.  

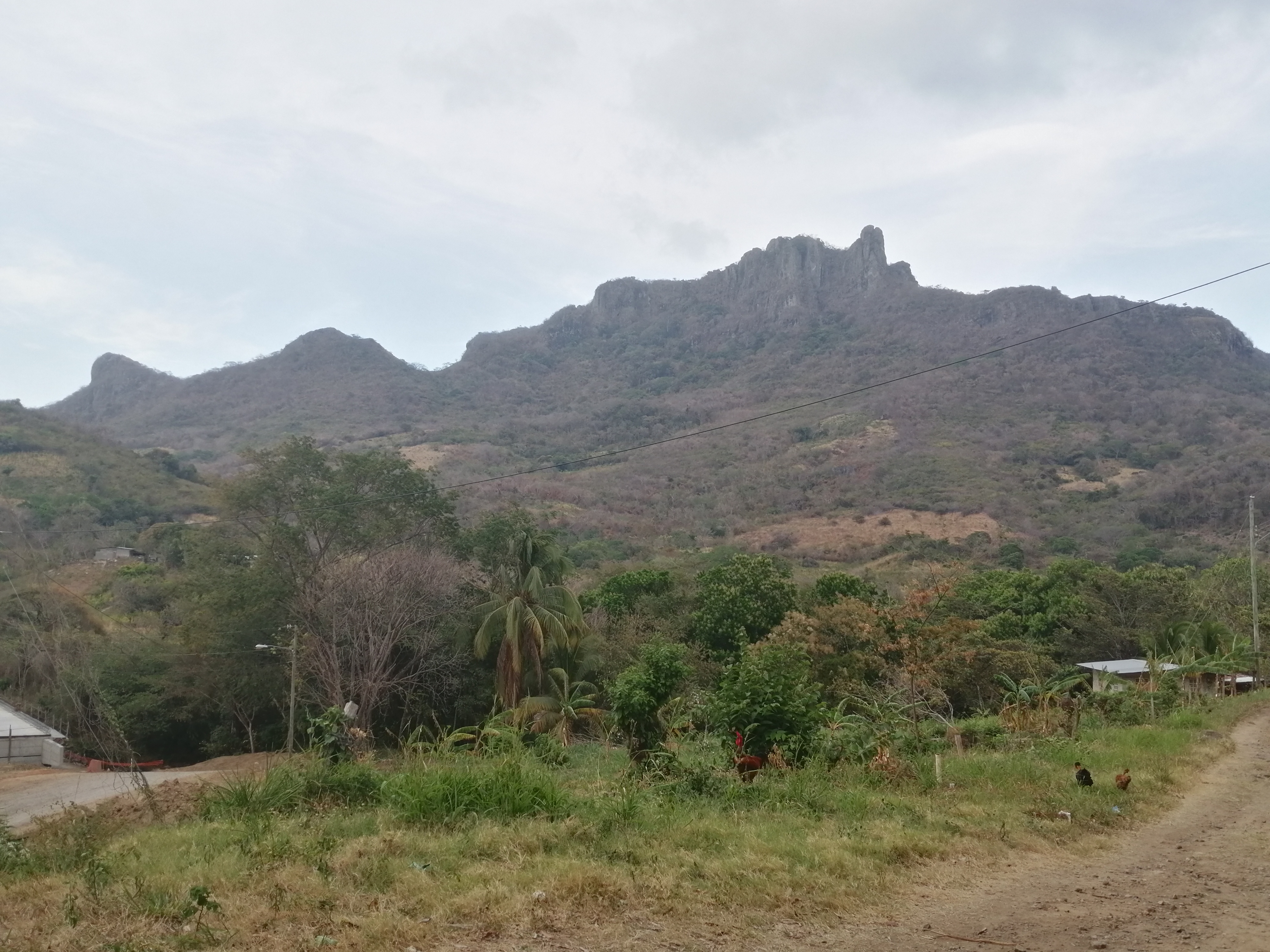
Desde la comunidad de Potrellano, se puede apreciar el hermoso paisaje del cerro picacho.

Desde esta comunidad se puede observar el hermoso paisaje del cerro picacho. Las actividades agrícolas son un factor clave para el desarrollo de esta comunidad; siendo frecuente el cultivo de maíz, la yuca, el ñame, guineo -chino, frijoles, plátanos,etc.

#### Historia
La comunidad cuenta con una escuela primaria multigrado, que lleva el mismo nombre de este lugar. La primera escuela fue fundada  el 17 de mayo de 1952. Los primeros habitantes utilizaban caballos para ir a la pintada, para buscar sus alimentos. No existía la luz eléctrica ni acueducto ; de manera que los residentes se alumbraban con lámparas de querosín y obtenían el agua de los pozos.  
Actualmente esta comunidad desde el año 2005 cuenta con acueducto y luz eléctrica. También posee transporte público facilitando la movilidad de los habitantes.

#### Toponimia
Los lugareños indican que el nombre de esta comunidad se debe a que los primeros habitantes utilizaban una gran cantidad de llanos como potrero.

#### Fiestas y tradiciones
Esta comunidad es devota al sagrado corazón de Jesús, esta celebración se realiza el 28 de junio de cada año. Realizando novenas, procesión y misas.
La fiesta de san juan es de mucha relevancia en esta comunidad, en la cual motivan a los niños a participar en cabalgatas. También celebran la semana del campesino creando ranchos que representan cada provincia del país; para las fiestas patrias, realizan reinados y bailes típicos.

#### Mitos

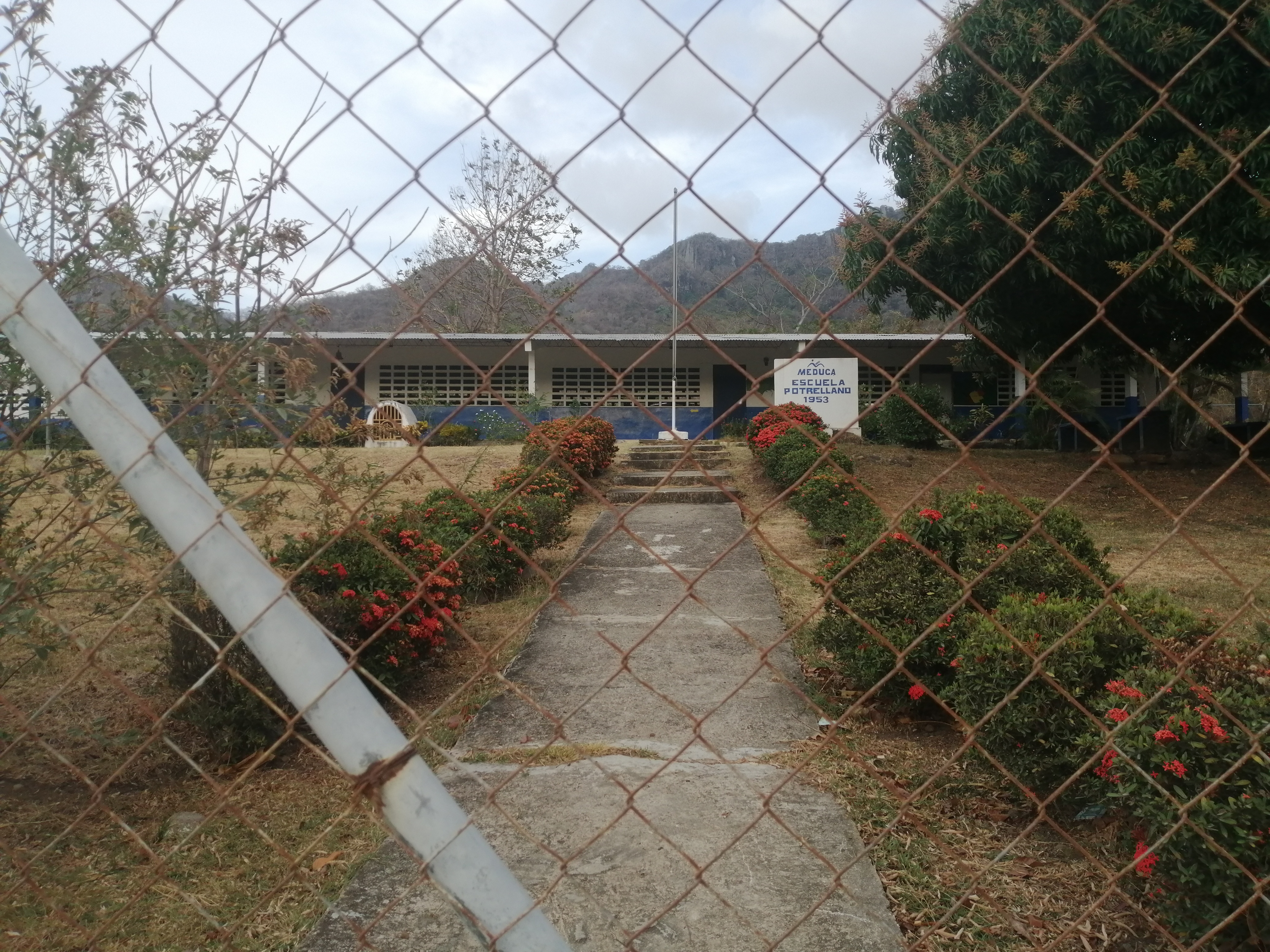
Esta escuela ofrece una educación primaria y cuenta tan solo con 3 salones y un comedor.

Los residentes cuentan que sus antepasados , aseguraban que siempre desde las 11 P. m. era frecuente escuchar al denominado chivato , en una quebrada allegada a la comunidad denominada la mona. 
Son muy estrictos durante la Semana Santa ya que siempre se les ha dicho a los niños que no deben subirse a los árboles y tampoco ir a los ríos, porque pueden convertirse en monos y en peces. 

## Referencias

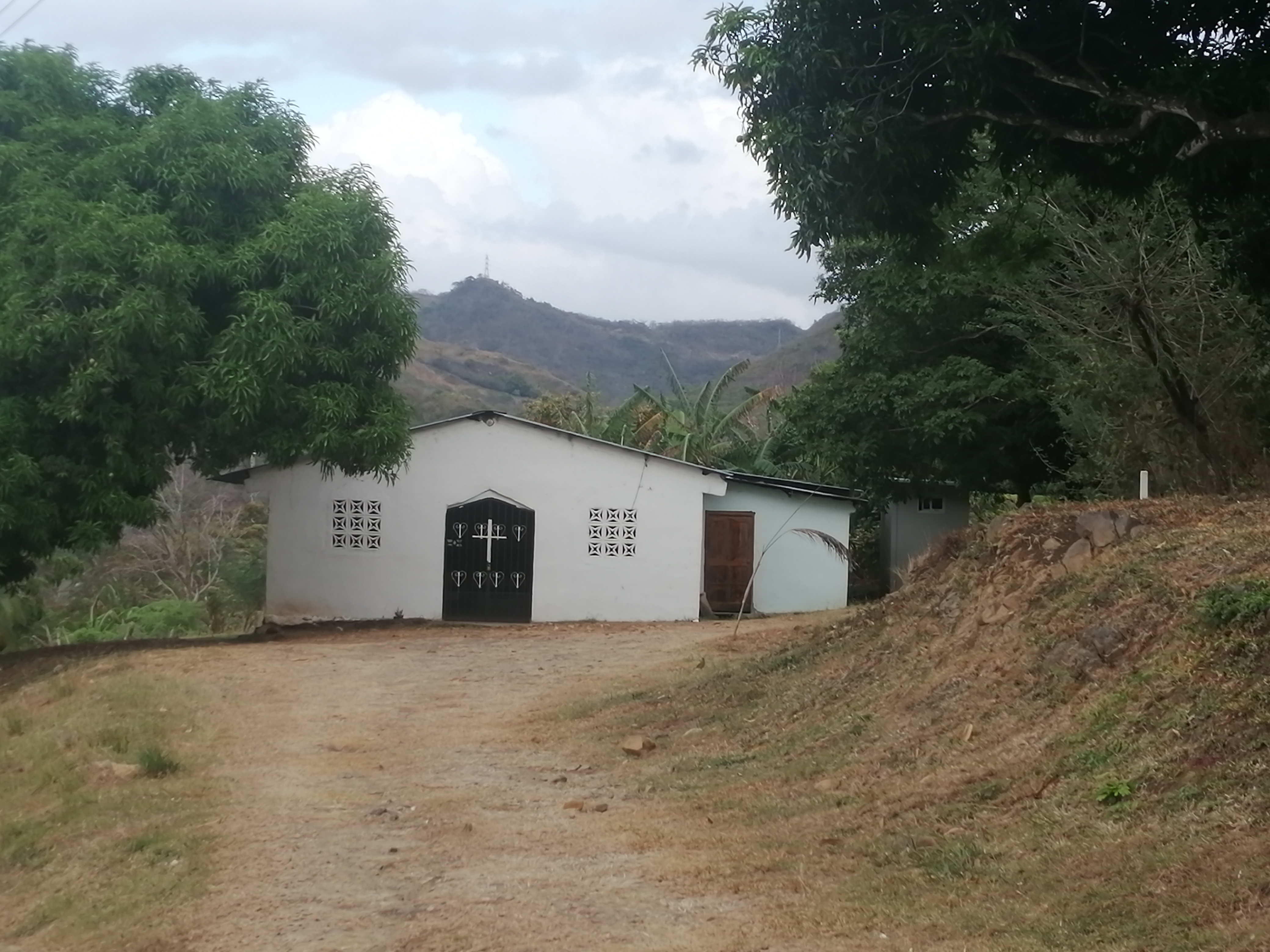
La capilla de potrellano recibe a los residentes devotos al sagrado corazón de Jesús.